# Poésie dans l'Égypte antique
Hymnes religieux, eulogies royales, contes mythologiques ou populaires, chants d'amour, de nombreux textes sont composés en vers, selon des règles très précises. Toutefois, la poésie dans l'Égypte antique, à la différence des poésies grecque ou latine ou de la poésie française classique, présente généralement une succession de distiques comportant un nombre fixe d'unités accentuelles.
Pour écrire un sonnet, il faut se soumettre à certaines règles de composition très strictes. Le poème doit comporter quatorze vers, tous de même longueur (même nombre de syllabes), répartis en deux quatrains (strophes de quatre vers) et deux tercets (strophes de trois vers). Il faut en outre utiliser la rime embrassée (type ABBA).
Les Égyptiens possédaient-ils un art poétique semblablement codifié ? Comment reconnaître une structure poétique au premier coup d'œil ?
Les Égyptiens écrivaient tous les mots d'un texte à la suite, sans espace ni ponctuation. De plus, ne notant pas les voyelles, comment compter les syllabes ou identifier les rimes ?
On remarqua en particulier dans certains textes la présence de refrains qui semblaient scander des strophes. En outre, sous le Nouvel Empire, un début de ponctuation apparut. À partir de cette époque en effet, il arrivait qu'après avoir fini d'écrire le texte, le scribe plaçât des points rouges entre deux mots au-dessus des lignes. Il déterminait ainsi des portions de phrases autonomes du point de vue du sens. Grâce à ces marques, on se rendit compte que certaines œuvres présentaient des sections de longueur toujours à peu près égales, témoignant d'une composition structurée.
De plus, à cette ponctuation, s'ajoutaient parfois certains mots écrits en rouge. La traduction de ces textes révéla que l'emploi de cette couleur servait à découper le texte en strophes.
Peu d'œuvres comportent ces indices graphiques, mais cela prouve que les scribes étaient conscients d'indiquer la structure poétique de ces textes.
Pour parvenir à identifier une poésie égyptienne, il faut identifier les syllabes pouvant être accentuées dans la prononciation, contrairement à la poésie française classique. Par exemple, la phrase « J'aimerai que tu sois là, mon amour » comporte dix syllabes, mais seules cinq sont accentuées dans la prononciation. Grâce à la grammaire, on sait que certains mots n'ont pas de vie autonome sans l'appui d'autres ; ainsi, dans l'exemple précédent, la conjonction « que » ne sera jamais accentuée dans une prononciation normale. Le sens de la phrase est également d'un grand secours, les mots importants étant forcément accentués dans le discours.

## Métrique égyptienne

### Le distique
Le distique le plus représentatif de la poésie égyptienne présente la caractéristique d'être toujours constitué d'un premier vers plus long que le second. Le premier possède quatre unités accentuelles, tandis que le second n'en possède que trois.
Le découpage d'un texte littéraire égyptien en distiques et en vers est souvent facilité, dans les textes en écriture hiératique, par une marque formelle spécifique de ponctuation.
Après avoir terminé une page, le scribe ajoutait fréquemment, à l'encre rouge, des points destinés à séparer les uns des autres les distiques et les vers.
| D41 |

| D41 |

En outre, le début d'une nouvelle strophe pouvait être en « rubrique », c’est-à-dire écrit à l'encre rouge.
Exemple d'un distique : Le Grand Hymne à Hâpy :
| Wȝḏ    | kȝ jw⸗k Ḥˁpy    | wȝḏ wȝḏ | kȝ jw⸗k kȝ jw⸗k  |
| Verdis | et tu viendras, | verdis  | et tu viendras,  |
|        | Hâpy,           | verdis  | et tu viendras ! |

### Le tristique
Le tristique, est un distique auquel s'ajoute une séquence de deux unités accentuelles. Il se présente sous la forme d'une succession de trois vers, le premier composé de quatre unités accentuelles, le second de trois et le troisième de deux.
Exemple d'un tristique : deux strophes du Grand Hymne à Amon :
| Jr.ty⸗fy                                             | brg(⸗w) ḥˁ.wt                           | ˁnḫ.wy⸗fy nb.(w)t m-ḫt | wn⸗w wnḫ⸗w) psd⸗f    |
| Ses yeux sont brillants, ses oreilles sont ouvertes, |                                         |                        |                      |
|                                                      | et tous les corps sont vêtus            |                        |                      |
|                                                      |                                         | dès qu'il brille ;     |                      |
| P.t                                                  | m nbw tȝ                                | Nwn st⸗y wbn⸗f         | m ḫsbd m mfkȝ.t jm⸗s |
| Le ciel est d'or, le Noun est de lapis-lazuli,       |                                         |                        |                      |
|                                                      | et la terre est rayonnante de turquoise |                        |                      |
|                                                      |                                         | quand il s'y lève !    |                      |

## La poésie amoureuse
C'est sous le Nouvel Empire que les textes poétiques amoureux font leur apparition sur les papyri ou sur des ostraca. L'éclosion de ce genre littéraire trouve probablement son origine dans les conditions de vie du Nouvel Empire, période faste et propice à l'épanouissement des arts. La prospérité ambiante transforme les mœurs, qui deviennent plus libres, la simplicité n'étant plus une vertu. La poésie amoureuse, exaltant les sentiments personnels mais aussi l'attirance physique, combine cette liberté et cette préciosité tout en cherchant à en exprimer la dimension esthétique.
Les Égyptiens donnent à ces recueils des titres divers : « Doux Vers », « Chant du divertissement », , etc. Il est possible que les textes aient été dits —ou chantés (?)— avec un accompagnement musical. Ces poèmes mettent toujours en scène le « frère » (l'amant) et/ou la « sœur » (l'amante). Le texte fait parfois alterner, stance après stance, les paroles de l'un et de l'autre :
« (lui) : L'Unique, la bien-aimée, la sans-pareille, la plus belle du monde...

(elle) : De sa voix, mon bien-aimé a troublé mon cœur... »
L'espace amoureux est très souvent composé de leurs deux maisons respectives : « Ne tarde pas, rejoins-le (chez lui !) », avec, malgré tout, s'il s'agit de chastes relations, une prépondérance de la maison de la jeune fille. Tout un parcours amoureux est ainsi mis en scène, qui doit aboutir au mariage.
Comme toutes les formes de l'art égyptien, la poésie amoureuse préfère la sensualité suggérée à l'érotisme affiché.